# Roda de Berà
Roda de Berà település Spanyolországban, Tarragona tartományban. Roda de Berà Bonastre, El Vendrell és Creixell községekkel határos. Lakosainak száma 8048 fő (2024).

## Népesség
A település népessége az elmúlt években az alábbi módon változott:
| Lakosok száma | 145  | 753  | 637  | 583  | 1763 | 4281 | 6186 | 6322 | 6567 | 8048 |
|               | 1717 | 1887 | 1936 | 1960 | 1986 | 2004 | 2009 | 2014 | 2019 | 2024 |